# قشلاق لوله‌دره جمشید
قشلاق لوله‌دره جمشید یک منطقهٔ مسکونی در ایران است که در بخش اسلام‌آباد واقع شده‌است. قشلاق لوله‌دره جمشید ۳۸ نفر جمعیت دارد.